# Kaja Kallas
Kaja Kallas (Tallinn, 18 de juny de 1977) és una advocada i política estoniana. Presidenta del Partit Reformista i antiga membre del Parlament Europeu pel grup Aliança dels Liberals i Demòcrates per Europa i del Parlament d'Estònia,
Va ser la primera dona primera ministra d'Estònia, un càrrec que va ocupar des del 2021 fins al 2024, quan va dimitir abans del seu nomenament com a Alta Representant de la Unió Europea per a Afers Exteriors i Política de Seguretat. Des de l'any 2024, ocupa aquest càrrec així com vicepresidenta de la Comissió Europea a la segona Comissió von der Leyen .
Ha treballat d'advocada especialitzada en dret de la competència en l'àmbit estonià i europeu. Es va graduar a la Universitat de Tartu l'any 1999 en dret. L'any 2007 va començar els estudis a l'Estonian Business School, on va obtenir un màster en gestió de negocis l'any 2010. És membre de l'Associació d'Advocats d'Estònia i ha treballat per als bufets Luiga Mody Hääl Borenius i Tark & Co.
L'any 2010 s'incorporà al Partit Reformista d'Estònia per a les eleccions de l'any 2011, on tingué 7.157 vots. Va obtenir un escó com a diputada i va ser portaveu del Comité d'Afers Econòmics des de l'any 2011 al 2014. Es presentà a les eleccions europees de 2014, on rebé 21.498 vots. En la seva etapa a Brussel·les participà en la Comissió de pressupostos i en la d'indústria, investigació i energia, i fou vicepresidenta de la delegació a la comissió parlamentària de l'Associació UE-Ucraïna. El 2015 presentà un informe sobre la iniciativa «Cap a un mercat digital únic».
El 13 de desembre de 2017, el seu president de partit, Hanno Pevkur, anuncià que no tornaria a optar a la presidència i va suggerir Kallas com a successora. El 15 de desembre va acceptar la invitació a l'elecció. El 3 de març de 2019 sortí vencedora de les eleccions al parlament estonià emportant-se un 29% dels vots davant el 23% del Partit del Centre.
Líder del Partit Reformista d'Estònia des del 2018, va ser membre del parlament (Riigikogu) el 2011-2014 i el 2019-2021. Kallas va ser membre del Parlament Europeu el 2014-2018, representant l'Aliança de Liberals i Demòcrates per a Europa. Abans de la seva elecció a Riigikogu, va ser advocada especialitzada en dret europeu de la competència .
El febrer de 2023, Kallas va ser proposada com a possible candidata per substituir el secretari general de l'OTAN, Jens Stoltenberg, previst el 2023. El mandat de Stoltenberg va ser allargat d'un any. Finalment els aliats van preferir un perfil més i van triar Mark Rutte.

## Ascendència, primers anys i formació
Kaja Kallas va néixer a Tallinn el 18 de juny de 1977. El seu pare, Siim Kallas, va exercir com a president del Banc d'Estònia de 1991 a 1995, com a primer ministre d'Estònia de 2002 a 2003 i com a comissari europeu de 2004 a 2014. La seva mare, Kristi Kartus, és metgessa. Kallas té un germà gran, Ülo Kallas, un executiu financer.
El besavi patern de Kallas, Eduard Alver (1886–1939), un advocat, va ser el comandant de la Lliga de Defensa d'Estònia durant la Guerra d'Independència d'Estònia de 1918 a 1920 i també va exercir com a cap de la policia del país i del Servei de Seguretat Interna.
Durant les deportacions massives soviètiques del març de 1949, la mare de Kallas, Kristi, de sis mesos d'edat aleshores, àvia i besàvia, totes qualificades d'enemics de l'estat, van ser deportades a Sibèria. A la seva mare se li va permetre tornar a l'Estònia ocupada pels soviètics el 1959.
A part de l'estoniana, Kallas patrilinealment també té una ascendència llunyana letona i germanobàltica, tal com van descobrir periodistes que investigaven les arrels familiars del  pare després del seu mandat de primer ministre.
Kallas va anar a l'escola primària al gimnàs Lilleküla de Tallin i a l'escola secundària a l'escola secundària número 7 de Tallinn (avui Tallinn English College). Kallas es va graduar a la Universitat de Tartu el 1999 amb una llicenciatura en dret. El 2007, Kallas va començar a estudiar per obtenir un Màster en Administració d'Empreses (MBA) a l'Estonian Business School (EBS), que no va completar. Va obtenir un màster executiu en administració d'empreses (EMBA) d'EBS el 2010.

## Carrera professional
De 1996 a 1997, Kallas va treballar com a assessora del director del Teatre Vanemuine de Tartu. Kallas es va afiliar al Col·legi d'Advocats d'Estònia el 1999 i advocada el 2002. Durant la seva formació en dret europeu, va treballar breument com a advocada als bufets d'advocats corporatius Courtois Lebel a París (març-abril de 2001) i Hannes Snellmann a Hèlsinki (octubre de 2003). Es va convertir en sòcia dels despatxos d'advocats Tark & Co i Luiga Mody Hääl Borenius, on va dirigir el departament de dret de la competència del 2008 al 2011. Kallas també va treballar com a entrenador executiu a l' Estonia Business School. El 2011, va ser posada en situació d'inactiva com a membre del Col·legi d'Advocats d'Estònia.
Entre el 2003 i el 2010, Kallas va ser membre del consell de diverses societats anònimes privades i públiques d'Estònia: LHV-Seesam Varahaldus, Pakri Tuulepark, Viru-Nigula Tuulepark, Hiiumaa Offshore Tuulepark, Paldiski Tuulepark, Tooma Tuulepark, Roheline Ring Tuulepargid, Biofondhno i 4E. El 2008, Kallas va ser membre del consell de Nelja Energia.
Del 2009 al 2010, Kallas va ser membre de la junta de l'Associació d'Energia Eòlica d'Estònia.

## Carrera política

### Membre del Parlament d'Estònia (2011-2014)
El 2010, Kallas va entrar en el Partit Reformista Estonià. A les eleccions parlamentàries de 2011 va guanyar un escó al Riigikogu (per al districte electoral del comtat de Harju i el comtat de Rapla) amb 7.157 vots. Va ser membre del 12è Parlament d'Estònia i va presidir el Comitè d'Afers Econòmics del 2011 al 2014.

### Diputada al Parlament Europeu (2014-2018)
A les eleccions al Parlament Europeu de 2014 a Estònia, Kallas va rebre 21.498 vots. Al Parlament Europeu, Kallas va formar part de la Comissió d'Indústria, Recerca i Energia i va substituir la Comissió de Mercat Interior i Protecció del Consumidor. Va ser vicepresidenta de la Delegació a la Comissió de Cooperació Parlamentaria UE-Ucraïna, així com membre de la Delegació a l'Assemblea Parlamentària d'Euronest i Delegació per a les relacions amb els Estats Units. A més de les tasques de comitè, Kallas va ser membre de l'Intergrup del Parlament Europeu sobre l'Agenda Digital, i també va ser vicepresidenta de l'Intergrup de Joventut.
Durant el seu període al Parlament, Kallas va treballar en l'estratègia del mercat únic digital, les polítiques energètiques i de consum, i les relacions amb Ucraïna. En particular, ha defensat els drets de les petites i mitjanes empreses. És convençut que les barreres en el món digital dificulten l'aparició d'empreses innovadores. És defensora de la innovació i sovint subratlla que les normatives no poden ni han d'entrebancar la revolució tecnològica.
Kallas va exercir de ponent de sis reports: dictamen sobre el Reglament de la privadesa electrònica, normes de dret civil sobre robòtica, sobre l'informe anual sobre la política de competència de la UE i sobre el lliurament d'un nou acord per als consumidors d'energia, legislació sobre infraccions i sancions aduaneres, i l'informe sobre el mercat únic digital. Durant la seva etapa al Parlament, també va ser nominada com a Jove Líder Europea (EYL40). Al final del seu mandat, Politico la va citar com una de les 40 eurodiputades més influents i una de les dones més poderoses de Brussel·les, que va ser destacada per la seva comprensió dels problemes tecnològics.
El novembre de 2018, Kallas va publicar les seves memòries MEP: 4 aastat Euroopa Parlamendis (MEP: Quatre anys al Parlament Europeu), en què descrivia la seva vida com a eurodiputada.

### Retorn a la política nacional (2017-2020)
El 13 de desembre de 2017, el líder del Partit Reformista Hanno Pevkur va anunciar que ja no era candidata a la direcció del partit el gener de 2018 i va suggerir Kallas com a successora. Després de considerar l'oferta, Kallas va anunciar el 15 de desembre de 2017 que acceptaria la invitació per presentar-se a les eleccions de lideratge. Kallas va guanyar les eleccions interns del 14 d'abril de 2018 i es va convertir en la primera dona líder d'un partit polític important a Estònia.
A les eleccions parlamentàries d'Estònia de 2019 del 3 de març, el Partit Reformista liderat per Kallas va rebre al voltant del 29% dels vots, i el governant del Partit del Centre Estonià en va obtenir el 23%. El Partit del Centre va formar el segon gabinet de Jüri Ratas amb el partit conservador Isamaa i l'extrema dreta EKRE, deixant el Partit Reformista fora del poder. El 14 de novembre de 2020, l'assemblea del Partit Reformista va elegir Kallas com a líder.

### Primera ministra d'Estònia (2021-2024)

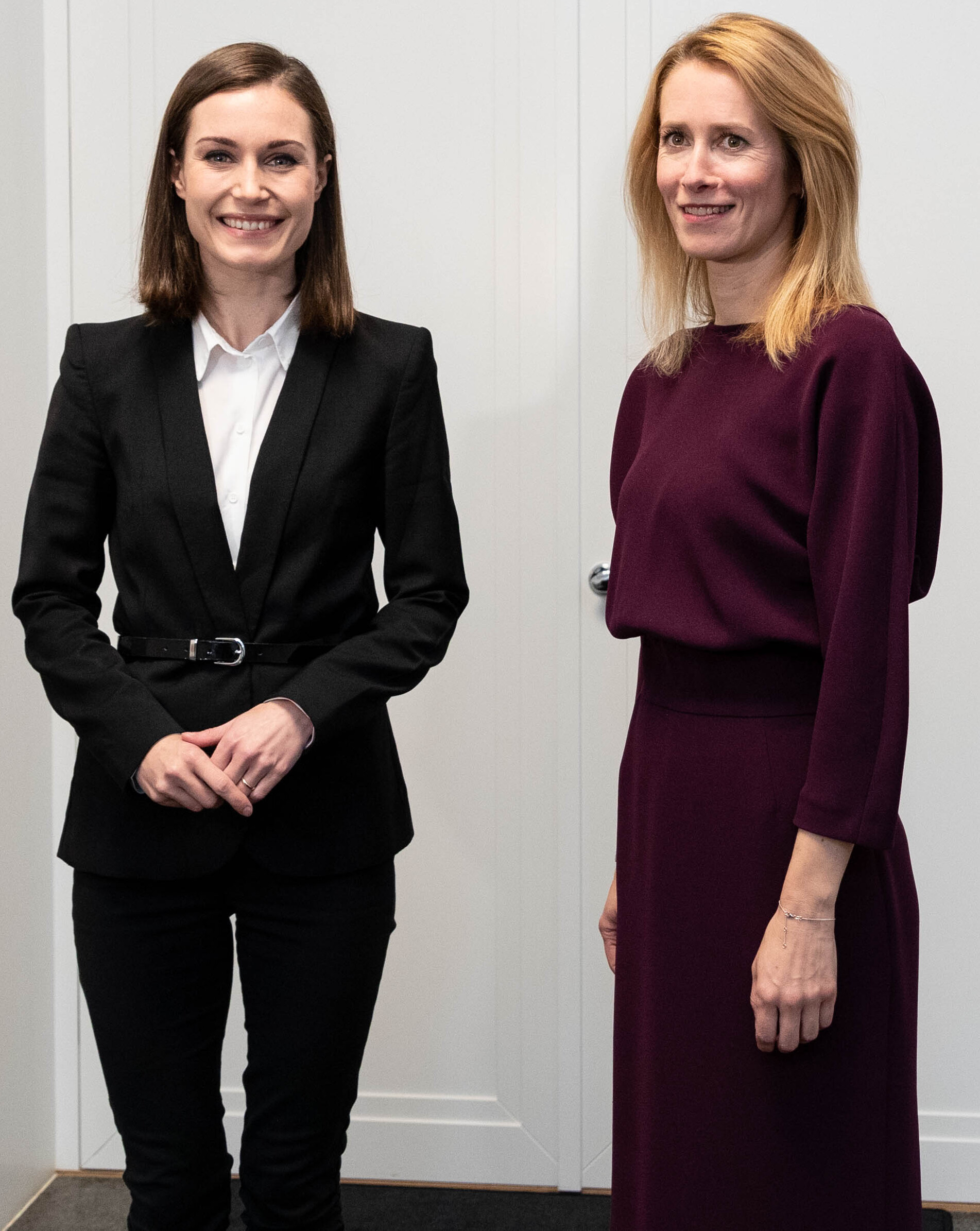
Kaja Kallas i Sanna Marin, aleshores primera ministra de Finlàndia, a Hèlsinki, 2021

El 25 de gener de 2021, després de la caiguda del gabinet liderat pel Partit del Centre amb partits conservadors, es va formar el primer gabinet de Kaja Kallas, una coalició amb el Partit del Centre. Va esdevenir així la primera dona primera ministra de la història d'Estònia.

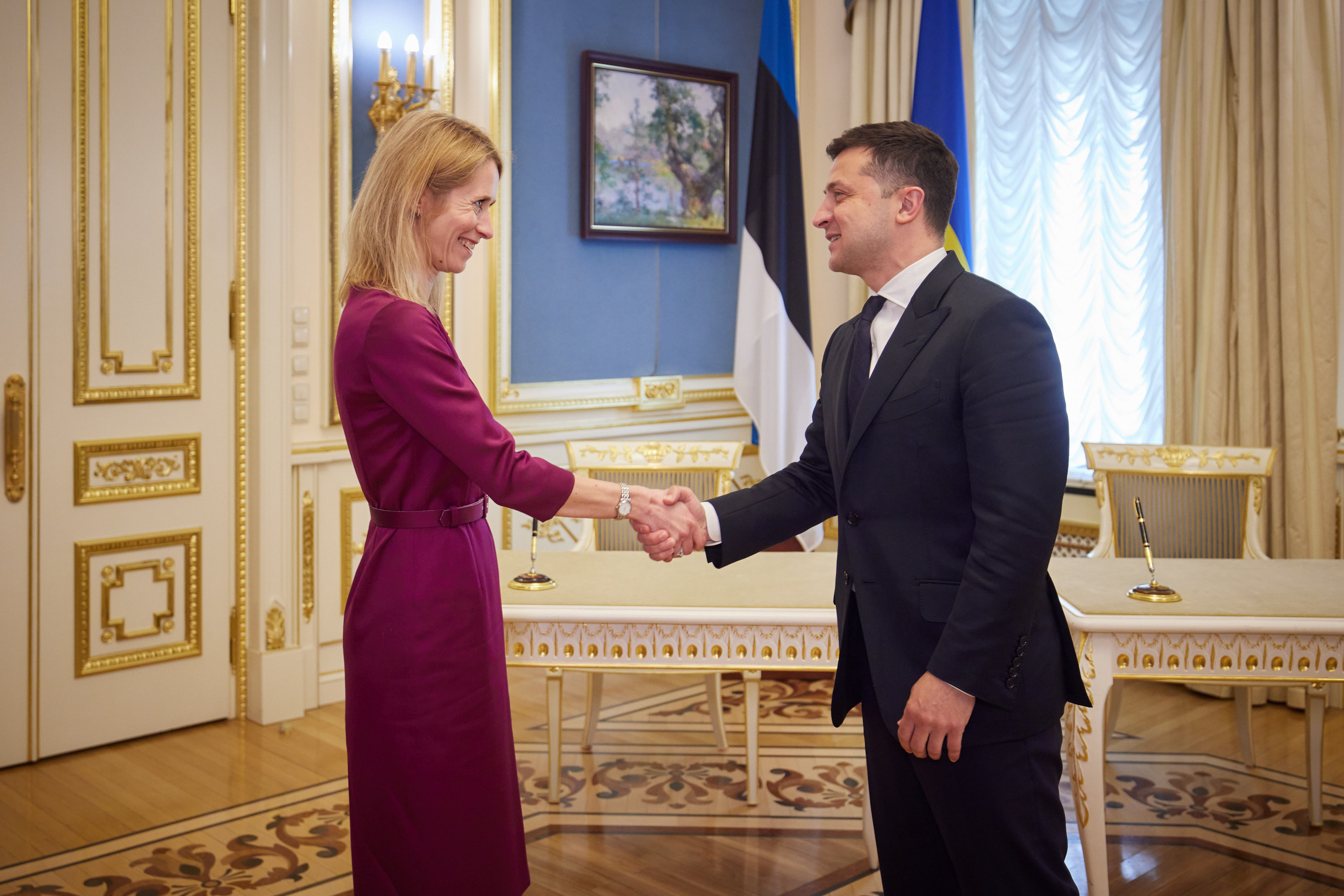
Kallas es va reunir amb el president ucraïnès Volodymyr Zelenskyy a Kíev el 2021.

El juny de 2021, Kallas es va enfrontar a la cancellera alemanya Angela Merkel en una reunió del Consell Europeu que s'oposava al pla de Merkel de convidar el president rus Vladimir Putin a una cimera de líders europeus. La seva oposició va sorprendre altres líders reunits, però va contribuir amb èxit a animar els seus companys líders a obligar Merkel a no convidar Putin. Més tard l'any, Kallas va declarar que la pressió militar russa no hauria d'influir en la decisió de quins països poden adherir-se a la Unió Europea o a l'OTAN, i no li va agradar gaire la comunicació del president dels Estats Units, Joe Biden amb Putin.
Durant la segona meitat del 2021, la crisi energètica mundial va alterar l'economia estònia; els comerços es van veure obligats a tancar temporalment, mentre que la ciutadania va demanar ajuts governamentals per pagar els elevats preus de l'electricitat i la calefacció. Kallas inicialment va resistir a les crides d'ajuda governamental. Considerava que el govern hauria de cercar solucions a llarg termini en lloc de repartir beneficis, i que un mercat lliure no hauria de requerir una intervenció governamental constant per mantenir la gent a flotació. La crisi energètica gairebé va enfonsar el govern de coalició. Kallas va observar en un discurs que l'elevat cost del gas natural juntament amb la invasió russa d'Ucraïna impulsava l'augment dels preus de l'energia, i que les mesures d'energia verda que va adoptar Estònia limitaven el que el govern podia fer per gestionar la crisi. El gener de 2022, Kallas va anunciar un pla de 245 milions d'euros per reduir el cost de l'energia des de setembre de 2021 fins a març de 2022. La crisi energètica va afectar la seva popularitat a Estònia.

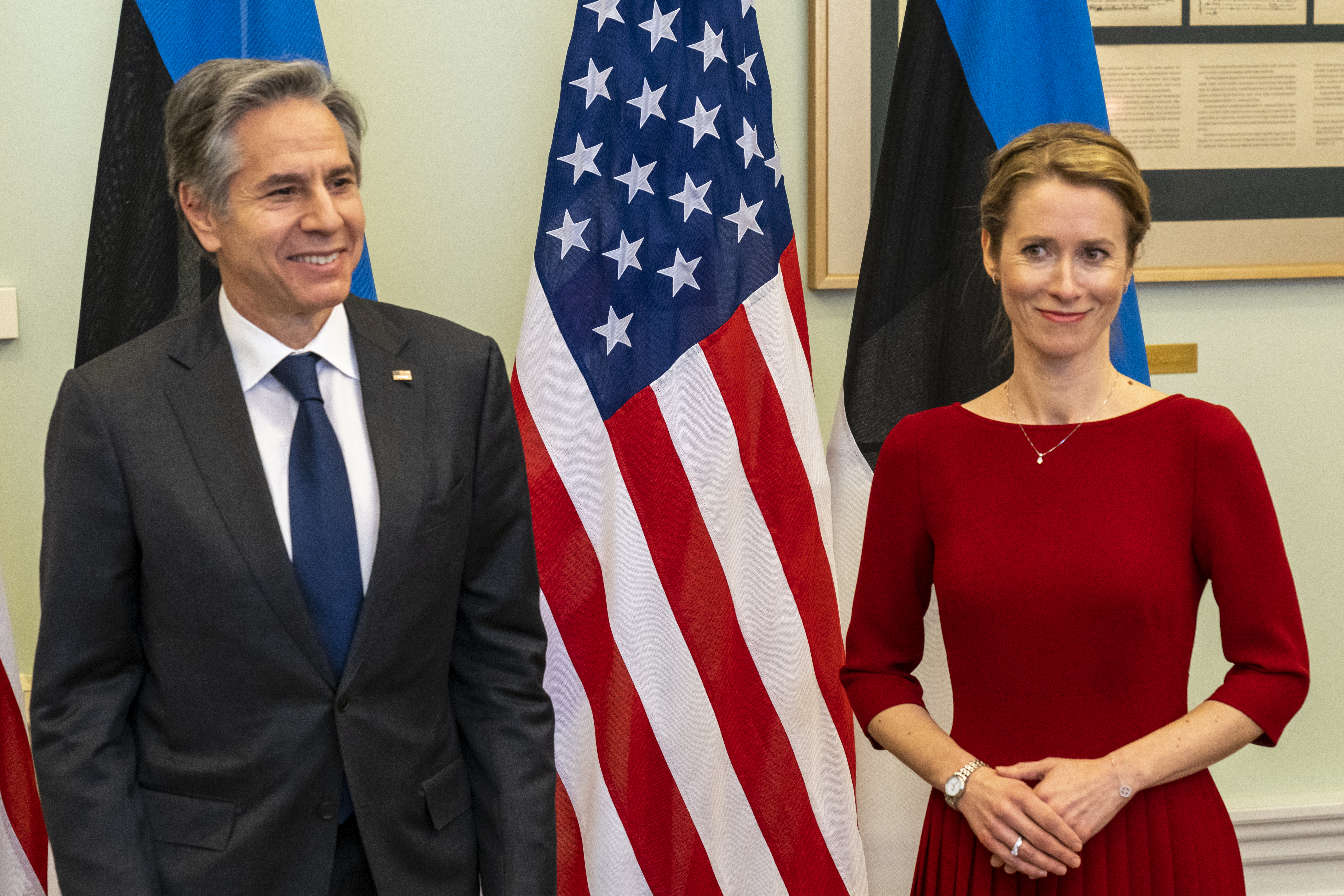
Kallas es va reunir amb el secretari d'estat dels Estats Units, Antony Blinken, a Tallinn, 2022.

A la vigília de la invasió russa d'Ucraïna el gener de 2022, Kallas va dir que el gasoducte de gas natural Nord Stream 2 era un projecte geopolític no econòmic i va instar que el gasoducte s'acabés. També va afirmar que la dependència d'Europa del gas natural rus era un problema polític important. El gener de 2022, Kallas es va comprometre a Estònia a donar obusos a Ucraïna per ajudar-la en la defensa contra una possible invasió russa, a l'espera de l'aprovació alemanya, ja que els obusos es van comprar originalment a Alemanya. Quan Alemanya es va retardar a donar una resposta, Estònia va enviar míssils antitanc Javelin de fabricació estatunidenca durant les primeres setmanes de febrer de 2022.  Després del reconeixement per part de Rússia de les repúbliques populars de Donetsk i Luhansk, Kallas va exigir que la Unió Europea imposara sancions a Rússia. Kallas va ser elogiada a nivell nacional pel seu lideratge durant la crisi Rússia-Ucraïna. El seu grau d'aprovació es va disparar després, i va arribar a ser la política més popular d'Estònia.
Després que la invasió russa d'Ucraïna comencés el 24 de febrer de 2022, Estònia juntament amb altres aliats van activar l'article 4 de l'OTAN.  Kallas es va comprometre a donar suport a Ucraïna amb suport polític i material. A l'abril de 2022, el 0,8% del PIB per càpita d'Estònia en equipament militar s'havia lliurat a Ucraïna. Kallas va ser elogiada tant a Estònia com internacionalment com una veu pro-ucraïnesa líder a la guerra, amb el New Statesman l'anomena la nova dama de ferro d'Europa. També va donar suport fermament a l'admissió d'Ucraïna a la Unió Europea, dient que hi havia un deure moral de fer-ho. L'abril de 2022, va advertir contra la pau a qualsevol preu amb Rússia.
El 3 de juny de 2022, Kallas va destituir tots els ministres del Partit del Centre, després que el Partit del Centre s'hagués posat del costat de l'oposició per votar en contra del projecte de llei d'educació preescolar, que hauria fet obligatori l'ensenyament del estonià a l'escola preescolar. Kallas va dimitir simbòlicament el 14 de juliol de 2022 per formar una nova coalició amb el Partit Socialdemòcrata i Isamaa .
Rússia no ha canviat, el mal Stalinista perdura a Rússia.
Com a primera ministra, Kallas va atraure l'atenció internacional com a líder en els esforços per donar suport a Ucraïna durant la invasió russa, lliurant més equipament militar a Ucraïna com a proporció del PIB per càpita que qualsevol altre país del món. El setembre de 2022, en el context d'un pla d'altres tres nacions frontereres per restringir els turistes russos, va dir: «Viatjar a la Unió Europea és un privilegi, no un dret humà». Va afegir que és «inacceptable que els ciutadans de l'estat agressor puguin viatjar lliurement a la Unió Europea, mentre que al mateix temps la gent a Ucraïna és torturada i assassinada». Al febrer de 2023, Kallas va ser esmentada com a possible candidata per substituir el secretari general de l'OTAN, Jens Stoltenberg, després de la seva esperada jubilació aquell mateix any. Va rebutjar qualsevol acord de pau que cedís part del territori ucraïnès a Rússia.
El març de 2023, Kallas va liderar el Partit Reformista a una victòria decisiva a les eleccions parlamentàries de 2023, augmentant en tres el nombre d'escons del partit al Riigikogu. Després del resultat de les eleccions, Kallas va negociar un govern de coalició amb Estònia 200 i el Partit Socialdemòcrata, i el seu tercer gabinet es va instal·lar el 17 d'abril. El juny de 2023, el govern va aprovar un projecte de llei que legalitzava el matrimoni i l'adopció entre persones del mateix sexe a Estònia, i la llei va entrar en vigor l'1 de gener de 2024.
Va donar suport a la legislació per eliminar els monuments de l'era soviètica que glorificaven el règim de terror comunista i la invasió soviètica d'Estònia durant la Segona Guerra Mundial. Va donar suport a la legislació que deia que «la part visible públicament d'un edifici, així com un monument, escultura, memorial i altres instal·lacions similars, no han d'incitar a l'odi, ni donar suport o justificar les activitats d'un règim d'ocupació, ni un acte d'agressió, genocidi, crim contra la humanitat o crim de guerra».
Kallas va condemnar les accions de Hamàs durant la guerra entre Israel i Hamàs del 2023 i va expressar el seu suport a Israel i el seu dret a l'autodefensa, però va afegir que Israel «ha de fer-ho d'una manera que estalviï vides innocents i s'adhereixi a les normes del dret internacional». Va dir que el conflicte a l'Orient Mitjà «és útil per a aquells que busquen distreure el món lliure del seu suport a Ucraïna».